# 廖韻兒
廖韻兒(LIU Huan-yee, Porinda)（1960年－），曾為香港地區組織親建制派公民力量成員 ，前沙田區議會火炭選區區議員。

## 擔任公職
1994至2003年, 曾為沙田銀禧花園業主立案法團主席。
曾經因發動銀禧花園業主反抗發展商長實之附屬公司高衛物業管理帳目不清致大廈，受當時之業主之擁戴。
2002年, 電梯維修商宏照工程董事余寶亮為取得大廈的電梯保養合約,向法團主席廖韻兒提供免費中東旅遊,該商人為此被廉政公署拘控,在九龍城裁判法院被判入獄6個月。
案情指法團在1998年底就電梯保養合約進行招標，宏照以非最低標價獲取有關合約。 而余寶亮則於1999年1月1日-2月4日期間，為廖韻兒支付兩位“土耳其、希臘及埃及13天遊”的費用近4萬元，作為她把總值約110萬元的電梯保養合約批給“宏照”的報酬。
高等法院原訟法庭暫委法官張慧玲在判案書在第7段指，余寶亮清楚承認1. 認識廖韻兒，並曾支付廖及她男友旅行費用；2. 支付廖二人之旅行費用是為了多謝廖助他的宏照工程有限公司取得銀禧花園電梯維修工程合約之延續；3.支付旅費是作為他對廖的一份心意，人情；4.上訴人支付了約40,000元之旅行團費。
另在第8段指，余寶亮於錄影會面中，承認他確信廖韻兒既然身為銀禧花園業主立案法團主席，她對法團是否跟宏照工程續約一事，應有一定之影响力。余並承認他相信廖確曾在宏照工程成功續約一事上幫助了宏照工程。他這樣做的原因之一是為了答謝廖於宏照工程成功取得延續維修合約一事上之幫助。

## 香港區議會政途
曾任沙田西一分區委員會主席，沙田區議會多個委員會委員。
1999年香港區議會選舉中，報稱職業為保險從業員的廖韻兒出選沙田區火炭選區當選，打敗有12年議員經驗的強勁對手李浩輝,成為沙田區議會議員。
於2003年香港區議會選舉中，廖韻兒以622票大比數(658票之差)敗於泛民主派的蔡耀昌(蔡得1280票)。
2004年5月，廖韻兒被廉署起訴，指控八項偽造帳目罪。案情指廖涉任區議員期間，以虛假發票及收據申報舉辦活動經費，騙取義工費，從而詐騙區議會7萬5千元。法庭裁定八項偽造帳目罪成，入獄十個月。
廖韻兒在2011年香港區議會選舉報稱獨立人士，於沙田區火炭選區參選。該次選區參選人另有報稱獨立和角逐連任龐愛蘭及代表民間電台的陳德章。
競選期間三人均有接受香港有線電視時事寬頻節目訪問，廖在節目中被陳質疑其誠信。陳謂廖曾在位區議員，任內偽造帳目：「像把老鼠放進米缸。」廖回應：「以後會小心處理有關帳目的事情，亦會小心行事，不會再這麼容易相信別人。」惟未有就騙取津貼向選民或納稅人交待。詳見 區選新人類 (二)節目內容
廖最終得295票落敗，佔有效票數12% (有效票總數為2457)。詳見 選舉結果 （页面存档备份，存于）
| 前任： 彭長緯 | 沙田區議會火炭選區 2000年—2003年 | 繼任： 蔡耀昌 |

## 外部參考
1. ↑  區議會候選人政綱[永久]
2. ↑  人民網 2002年12月11日電梯維修商行賄被判入獄6個月 （页面存档备份，存于） 司法機構 裁判法院上訴案件2003年第130號 香港特別行政區政府訴余寶亮
3. ↑  2003區議會結果 的存檔，存档日期2007-09-30.
4. ↑  [2004-05-20] 文匯 前區議員廖韻兒騙津貼判囚 （页面存档备份，存于） 前區議員廖韻兒涉騙 8萬經費沙田前區議員廖韻兒騙七萬囚 10月女區議員騙公帑判囚十月[]